# STS-33
إس تي إس-33 (بالإنجليزية: STS-33)‏ الرحلة الثانية والثلاثون ضمن برنامج مكوك الفضاء لوكالة ناسا، والرحلة التاسعة على متن مكوك الفضاء ديسكفري، انطلقت الرحلة في 22 نوفمبر 1989 من مركز كينيدي للفضاء، وهبطت بعد ستة أيام في الفضاء بتاريخ 28 نوفمبر في قاعدة إدواردز الجوية، خصصت الرحلة لأغراض سرية لمصلحة وزارة دفاع الولايات المتحدة، بلغ عدد الرواد المشاركين في الرحلة خمسة رواد.

## معرض صور

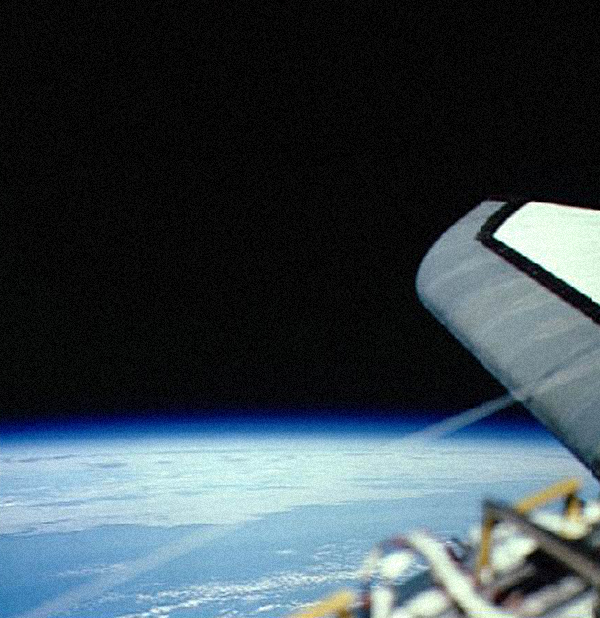
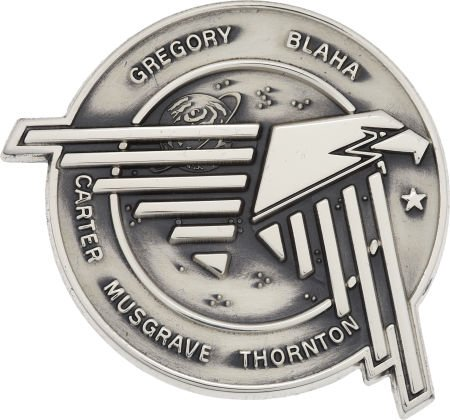
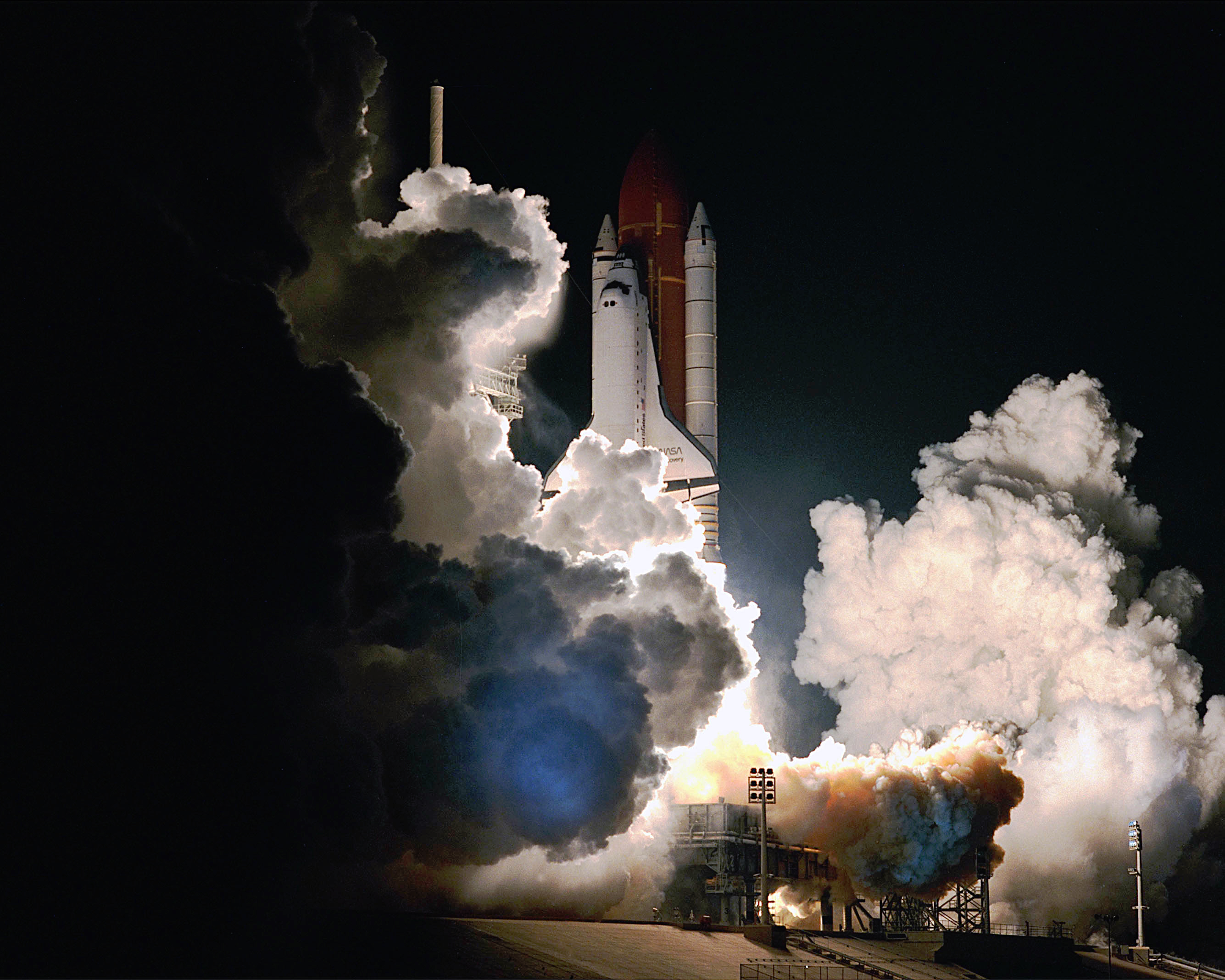
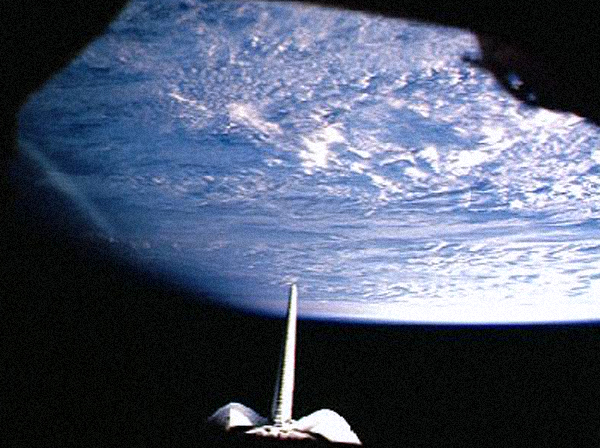